# Saint-Thomas-de-Conac
Saint-Thomas-de-Conac (aussi orthographié, non officiellement, Saint-Thomas-de-Cônac avec un accent) est une commune du sud-ouest de la France située dans le département de la Charente-Maritime (région Nouvelle-Aquitaine). Ses habitants sont appelés les Saint-Thomacais et les Saint-Thomacaises.

## Géographie

### Localisation
La commune de Saint-Thomas-de-Conac se situe dans le sud-ouest du département de la Charente-Maritime, en région Nouvelle-Aquitaine, aux confins des anciennes provinces de Saintonge et de Guyenne. Appartenant au midi de la France — on parle plus précisément de « midi atlantique », au cœur de l'arc atlantique, elle peut être rattachée à deux grands ensembles géographiques, le Grand Ouest français et le Grand Sud-Ouest français.
D'une superficie de 2 804 hectares, le territoire communal est formé pour l'essentiel de paysages vallonnés, succession de coteaux viticoles et de collines céréalières dominant l'estuaire de la Gironde. L'envasement progressif des rives de l'estuaire a permis la création de vastes prairies humides, souvent asséchées pour la culture du maïs, qui tranchent avec le relief plus marqué de l'intérieur des terres.
Les vignobles de la commune sont situés dans l'aire de production du Cognac et donnent des crus classés « Fins bois ».
Au sud et à l'est de la commune, quelques forêts éparses (bois de la Rounière, bois Gendreau) alternent avec des terres arables dédiées à la polyculture et des pâturages destinés aux élevages bovins et ovins.
Saint-Thomas-de-Conac est une des étapes d'un sentier de grande randonnée balisé, le GR 360.

### Axes de communication

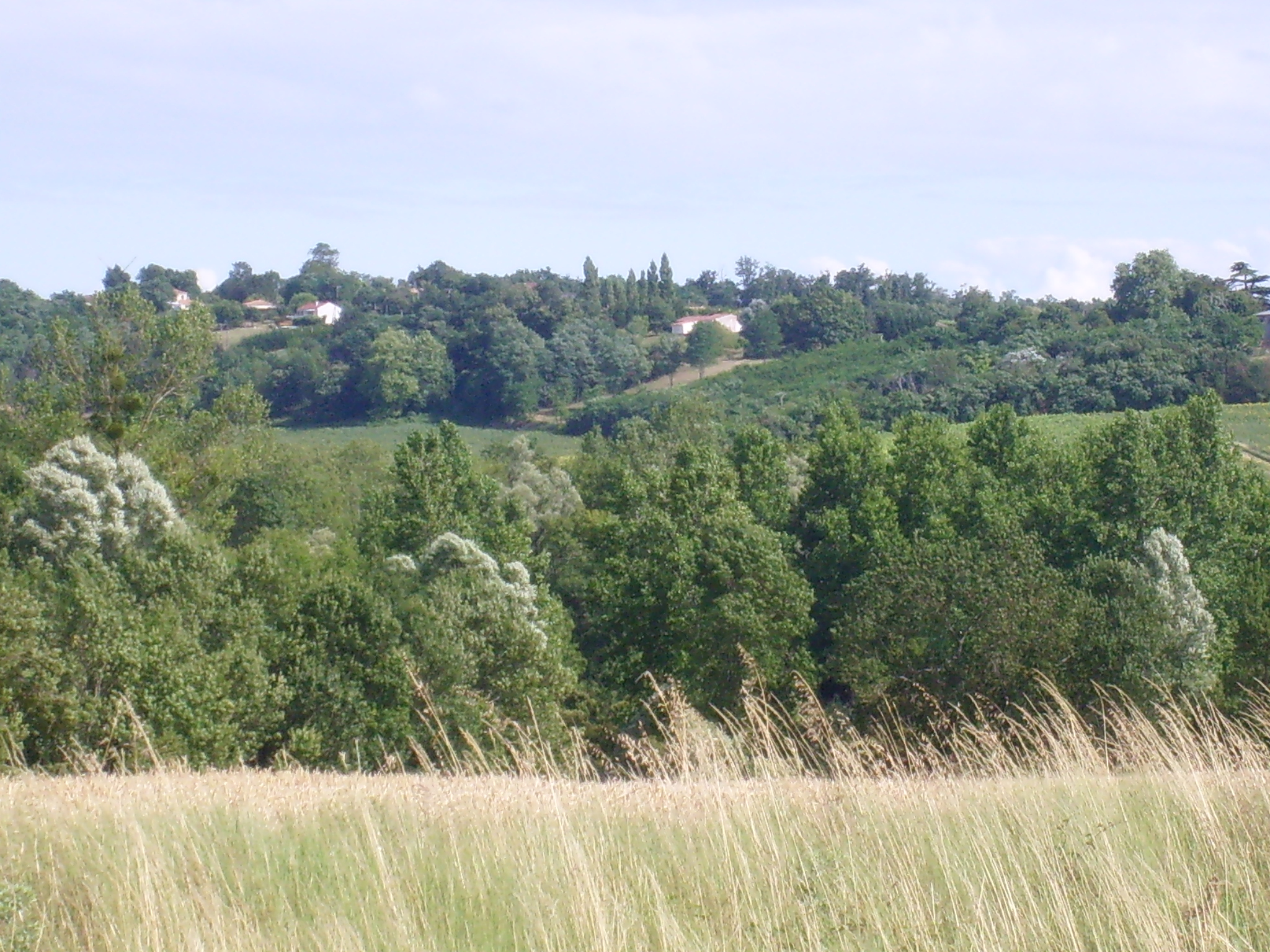
Paysage vallonné près de Conac.

Saint-Thomas-de-Conac est une commune rurale située à 63 kilomètres de Saintes, 28 kilomètres de Jonzac et 36 kilomètres de Blaye, dans le département voisin de la Gironde.
Le principal axe routier traversant le territoire communal est la route départementale 145, une voie touristique reliant les villes de Royan et de Bordeaux. Également connue sous le nom de « Route verte », elle traverse le centre-bourg où elle est rejointe par trois routes secondaires : la route départementale 147, qui permet de gagner la commune de Saint-Dizant-du-Bois, la route départementale 252, principale voie d'accès vers Saint-Ciers-du-Taillon, la route départementale 254 enfin, laquelle permet la jonction avec la ville de Mirambeau, chef-lieu du canton.
Un réseau de rues et de chemins vicinaux fait la liaison entre le centre-bourg et ses principaux écarts, Conac et la Trigale. Le sentier de grande randonnée GR 360 traverse la partie occidentale de la commune et serpente à travers les prairies humides et les roselières qui bordent l'estuaire.
La commune est située à une trentaine de kilomètres des aérodromes de Jonzac et de Pons, lesquels n'accueillent toutefois aucun vol commercial. Les aéroports les plus proches sont ceux de Bordeaux-Mérignac, à 91 kilomètres au sud, ainsi que l'aéroport de Rochefort-Saint-Agnant, à 110 kilomètres au nord-ouest.
Saint-Thomas-de-Conac n'est pas desservi par le chemin de fer. La gare SNCF la plus proche est celle de Jonzac.

### Lieux-dits et hameaux
Plusieurs dizaines de lieux-dits et hameaux parsèment le territoire communal, lui-même organisé autour de deux pôles qui sont le hameau de Conac (ancien siège de la seigneurie du même nom) et le bourg de Saint-Thomas (ancien siège du prieuré). Le hameau de la Trigale, aujourd'hui situé à plus d'un kilomètre de l'estuaire, abritait au Moyen Âge un port très actif dont il ne subsiste aucune trace.
L'étymologie de plusieurs lieux-dits, formé sur la base de la préposition « chez » suivie d'un patronyme, indique une fondation dans les années suivant la fin de la guerre de Cent Ans. Parmi les exemples notables, citons ainsi les lieux-dits Chez Belineau, Chez Juillard, Chez Biron, Chez Flandrais, lesquels conservent le nom du premier propriétaire de ces terres. La topographie est également à l'origine du nom de plusieurs hameaux, parmi lesquels Fontclair (source claire) ou Puygourneau (le terme « puy », dérivé du latin « podium », désigne une hauteur).
La partie occidentale de la commune, essentiellement constituée de marais et de prairies humides issus du recul de l'estuaire, reste peu urbanisée. La vocation agricole du lieu explique le nom donné aux rares lieux-dits, lesquels portent des noms tels que la Grange-Raffin ou la Grange-Godinet.

### Communes limitrophes
| Saint-Dizant-du-Gua                                | Sainte-Ramée          | Saint-Ciers-du-Taillon   |
| Saint-Christoly-Médoc (Gironde)                    | Saint-Thomas-de-Conac | Semoussac                |
| Saint-Yzans-de-Médoc (Gironde, par un quadripoint) | Saint-Sorlin-de-Conac | Saint-Georges-des-Agoûts |

Les communes de Saint-Christoly-Médoc et Saint-Yzans-de-Médoc sont sur la rive gauche de l'estuaire de la Gironde.

### Environnement

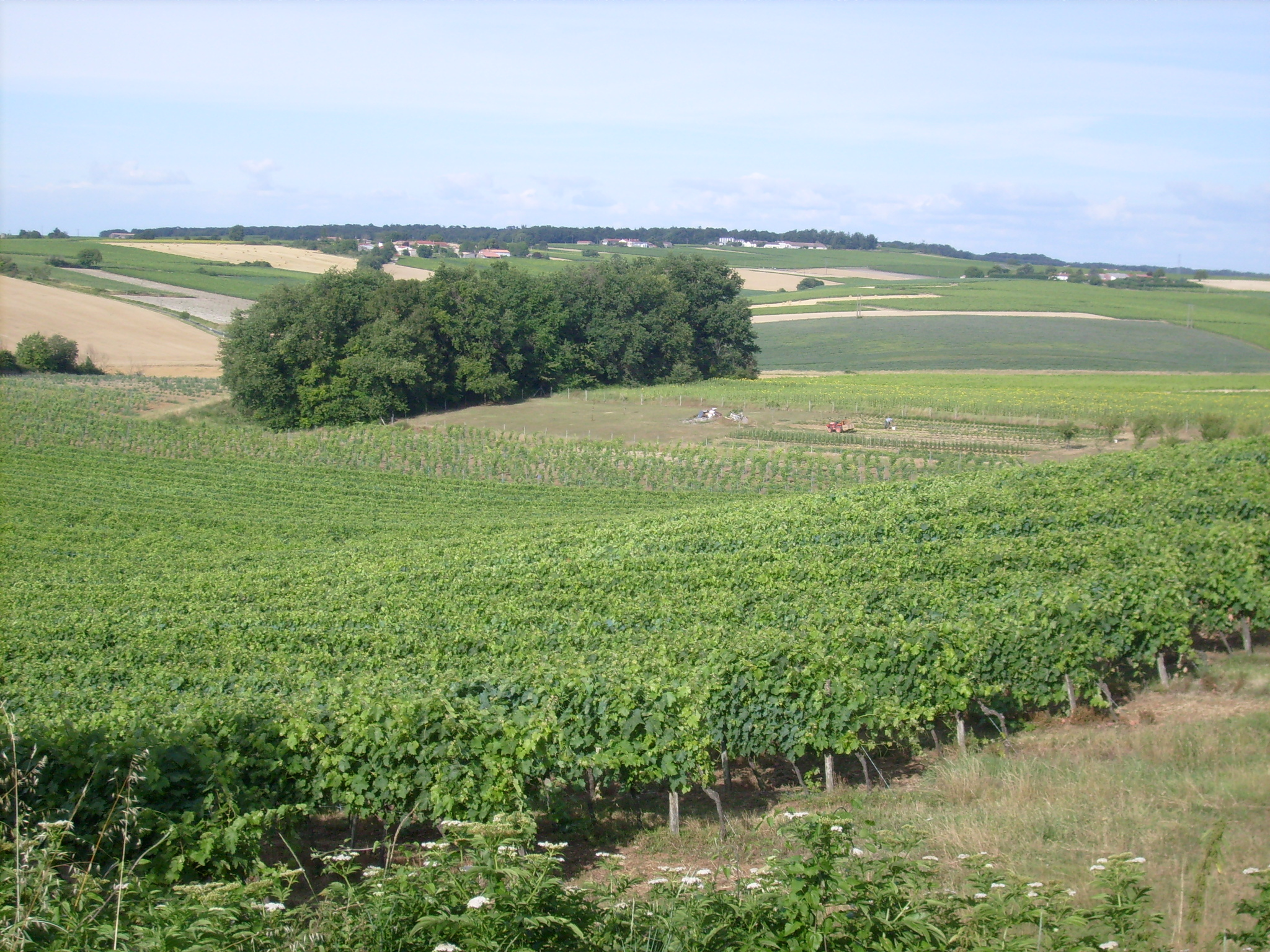
Les vignobles à Saint-Thomas-de-Conac. La commune est située dans l'aire de production du Cognac.

La commune de Saint-Thomas-de-Conac est constituée à 94 % de territoires agricoles, lesquels sont essentiellement consacrés à la viticulture (production d'eau-de-vie de Cognac et de pineau des Charentes) et de manière plus confidentielle, à la céréaliculture (maïs et blé notamment). 6 % du territoire communal est couvert de forêts et de milieux semi-naturels.
Près de la moitié du territoire communal (49 %) bénéficie d'une protection spéciale dans le cadre du réseau de protection des espaces naturels de grande valeur patrimoniale Natura 2000. C'est ainsi que 18 % de la commune (marais de Saint-Thomas, Étier de Port-Maubert et Banc de Saint-Seurin-Les-Conches) est intégré dans une zone naturelle d'intérêt écologique, faunistique et floristique (ZNIEFF) de classe I (petits espaces homogènes), tandis que 49 % l'est en ZNIEFF de classe II (grands espaces naturels).
La présence de nombreux oiseaux migrateurs dans les marais et roselières bordant l'estuaire explique que 42 % de la commune soit intégrée à une zone de protection spéciale et soit couverte par la directive oiseaux. 49 % l'est également par la directive habitats.
Les relevés sur la biodiversité effectués par l'association Poitou-Charentes Nature dans la commune ont permis le recensement de nombreuses espèces d'amphibiens et de reptiles, notamment le triton palmé, la rainette méridionale, la couleuvre vipérine et le lézard passe-muraille.
Le 20 novembre 2019, un loup gris est observé et photographié sur la commune.
La commune a fait jusqu'à présent l'objet de six arrêtés de reconnaissance de catastrophe naturelle : deux l'ont été pour cause d'inondations liées à des tempêtes (1982, 1999) et quatre pour cause de mouvements de terrains liés à des périodes de sécheresse prolongée (2003, 2005).

### Hydrographie
Située en bordure de l'estuaire de la Gironde, la commune est en outre traversée par trois cours d'eau, dont deux partiellement canalisés.
Dans la partie septentrionale de la commune, le ruisseau des joncs est un petit cours d'eau tributaire de l'estuaire de la Gironde. Prenant naissance à quelques centaines de mètres à l'est du lieu-dit Chez Bourdin, il traverse ensuite le hameau des Joncs avant de poursuivre sa route au nord du hameau de Puygourneau.
À l'ouest et au sud-ouest de la commune, deux cours d'eau en partie canalisés portent les noms de grand fossé de ceinture et de grand fossé d'évacuation. Tous deux ont été aménagés afin de drainer les marais.
Au total, la commune est traversée par 18 kilomètres de cours d'eau. 40 % de son territoire est composé de prairies humides maritimes.
La gestion et l'aménagement des ressources hydrauliques sont confiées à l'agence Adour-Garonne, un établissement public de l'état.

### Climat

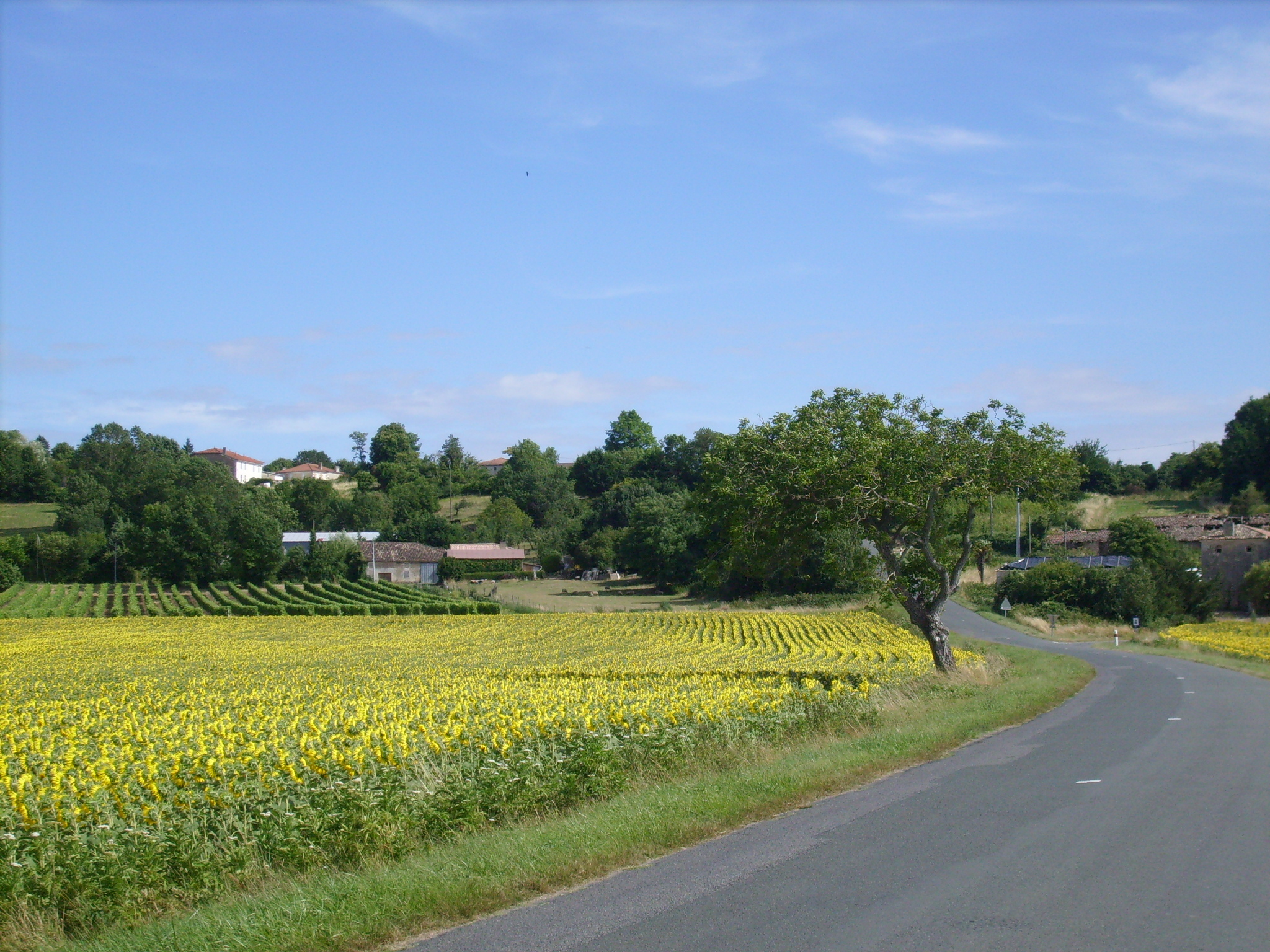
Paysage près de Conac.

Le climat est de type océanique : la pluviométrie est relativement élevée en automne et en hiver et les hivers sont doux. L'été reste tempéré grâce à la brise marine. Deux vents venant de l'océan, le noroît et le suroît, soufflent sur les côtes du département. L'ensoleillement de la côte charentaise est très important : avec 2250 heures par an, il est comparable à celui que connaît une partie de la côte méditerranéenne.
Les relevés de la station météorologique de La Rochelle entre 1946 et 2000 permettent de déterminer quelques dates majeures au point de vue climatique en Charente-Maritime : ainsi, au cours de cette période, la température la plus froide est relevée le 15 février 1956 : -13,6 °C.
Un pic de température (dépassé seulement au cours de la canicule de 2003) est atteint le 8 juillet 1982 avec près de 39 °C à l'ombre.
Si 1953 est considérée comme l'année la plus sèche, 2000 est au contraire la plus pluvieuse.
La Charente-Maritime est le département français qui a été le plus durement touché par l'ouragan Martin du 27 décembre 1999. Les records nationaux de vents enregistrés ont été atteints avec 198 km/h sur l'île d'Oléron et 194 km/h à Royan.

#### Données générales
| Ville                 | Ensoleillement · (h/an) | Pluie · (mm/an) | Neige · (j/an) | Orage · (j/an) | Brouillard · (j/an) |
| --------------------- | ----------------------- | --------------- | -------------- | -------------- | ------------------- |
| Médiane nationale     | 1 852                   | 835             | 16             | 25             | 50                  |
| Saint-Thomas-de-Conac | 2250                    | 755             | 4              | 13             | 26                  |
| Paris                 | 1 717                   | 634             | 13             | 20             | 26                  |
| Nice                  | 2 760                   | 791             | 1              | 28             | 2                   |
| Strasbourg            | 1 747                   | 636             | 26             | 28             | 69                  |
| Brest                 | 1 555                   | 1 230           | 6              | 12             | 78                  |
| Bordeaux              | 2 070                   | 987             | 3              | 32             | 78                  |

| Mois                        | Jan  | Fév  | Mar  | Avr  | Mai  | Jui  | Jui  | Aoû  | Sep  | Oct  | Nov  | Déc  | Année |
| Températures minimales (°C) | 3,4  | 4,0  | 5,4  | 7,4  | 10,7 | 13,7 | 15,8 | 15,7 | 13,7 | 10,5 | 6,3  | 3,9  | 9,2   |
| Températures maximales (°C) | 8,5  | 9,9  | 12,1 | 14,7 | 17,9 | 21,3 | 23,8 | 23,5 | 21,8 | 18,0 | 12,6 | 9,2  | 16,1  |
| Températures moyennes (°C)  | 5,9  | 6,9  | 8,7  | 11,1 | 14,3 | 17,5 | 19,8 | 19,6 | 17,8 | 14,2 | 9,4  | 6,6  | 12,7  |
| Ensoleillement (h)          | 84   | 111  | 174  | 212  | 239  | 272  | 305  | 277  | 218  | 167  | 107  | 85   | 2250  |
| Pluviométrie (mm)           | 82,5 | 66,1 | 57,0 | 52,7 | 61,1 | 42,9 | 35,1 | 46,4 | 56,5 | 81,6 | 91,8 | 81,8 | 755,3 |

## Urbanisme

### Typologie
Au 1er janvier 2024, Saint-Thomas-de-Conac est catégorisée commune rurale à habitat très dispersé, selon la nouvelle grille communale de densité à 7 niveaux définie par l'Insee en 2022.
Elle est située hors unité urbaine et hors attraction des villes,.
La commune, bordée par l'estuaire de la Gironde, est également une commune littorale au sens de la loi du 3 janvier 1986, dite loi littoral. Des dispositions spécifiques d’urbanisme s’y appliquent dès lors afin de préserver les espaces naturels, les sites, les paysages et l’équilibre écologique du littoral, tel le principe d'inconstructibilité, en dehors des espaces urbanisés, sur la bande littorale des 100 mètres, ou plus si le plan local d’urbanisme le prévoit.

### Occupation des sols
L'occupation des sols de la commune, telle qu'elle ressort de la base de données européenne d’occupation biophysique des sols Corine Land Cover (CLC), est marquée par l'importance des territoires agricoles (60,8 % en 2018), une proportion sensiblement équivalente à celle de 1990 (61,4 %). La répartition détaillée en 2018 est la suivante : 
eaux maritimes (29,2 %), zones agricoles hétérogènes (18,3 %), terres arables (17 %), cultures permanentes (14 %), prairies (11,5 %), zones humides côtières (5,6 %), forêts (3,8 %), zones urbanisées (0,6 %). L'évolution de l’occupation des sols de la commune et de ses infrastructures peut être observée sur les différentes représentations cartographiques du territoire : la carte de Cassini (XVIIIe siècle), la carte d'état-major (1820-1866) et les cartes ou photos aériennes de l'IGN pour la période actuelle (1950 à aujourd'hui).

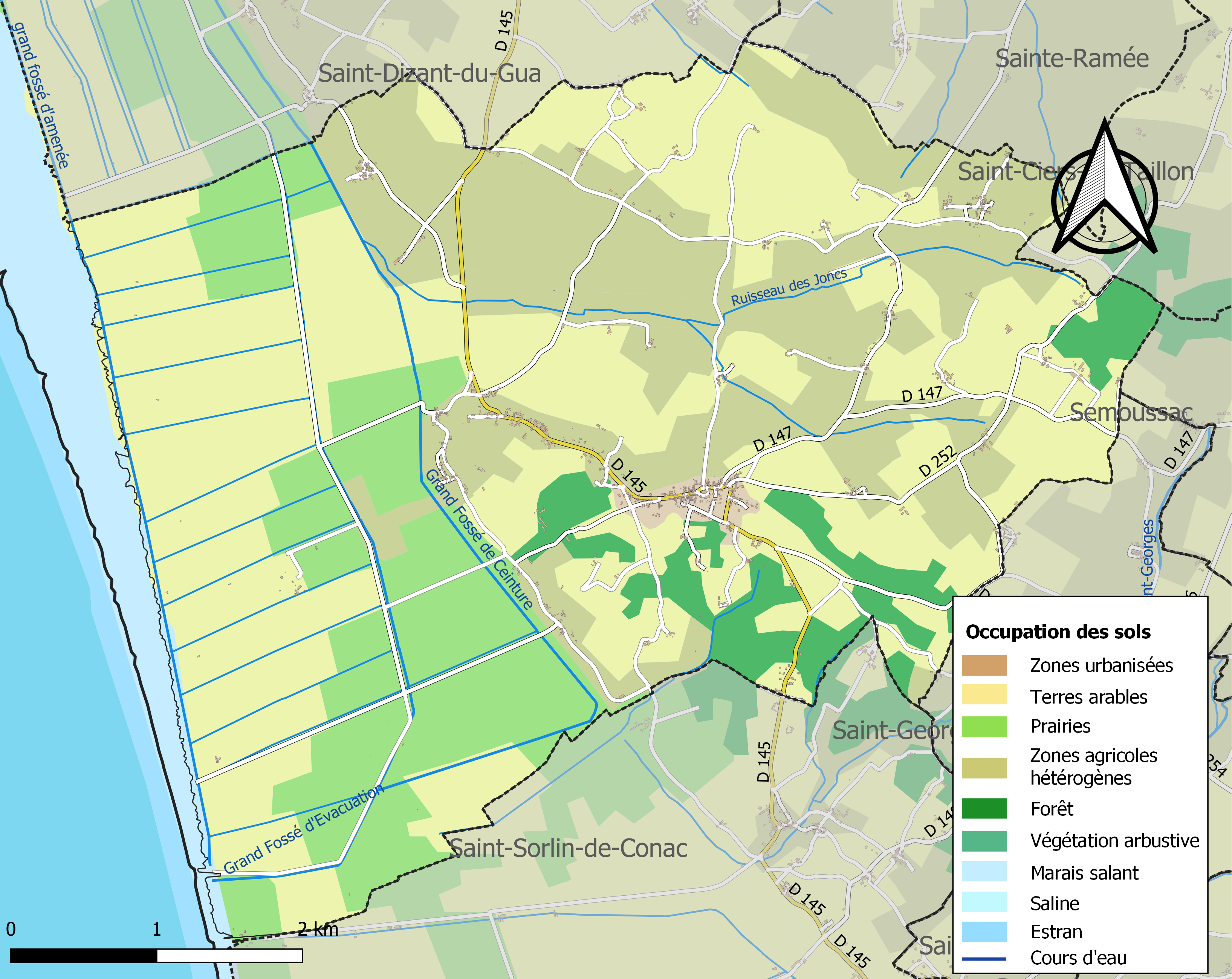
Carte des infrastructures et de l'occupation des sols de la commune en 2018 (CLC).

### Risques majeurs
Le territoire de la commune de Saint-Thomas-de-Conac est vulnérable à différents aléas naturels : météorologiques (tempête, orage, neige, grand froid, canicule ou sécheresse), inondations, mouvements de terrains et séisme (sismicité faible). Il est également exposé à deux risques technologiques, le transport de matières dangereuses et le risque nucléaire. Un site publié par le BRGM permet d'évaluer simplement et rapidement les risques d'un bien localisé soit par son adresse soit par le numéro de sa parcelle.

#### Risques naturels
Certaines parties du territoire communal sont susceptibles d’être affectées par le risque d’inondation par débordement de cours d'eau et par submersion marine. La commune a été reconnue en état de catastrophe naturelle au titre des dommages causés par les inondations et coulées de boue survenues en 1982, 1999 et 2010,.

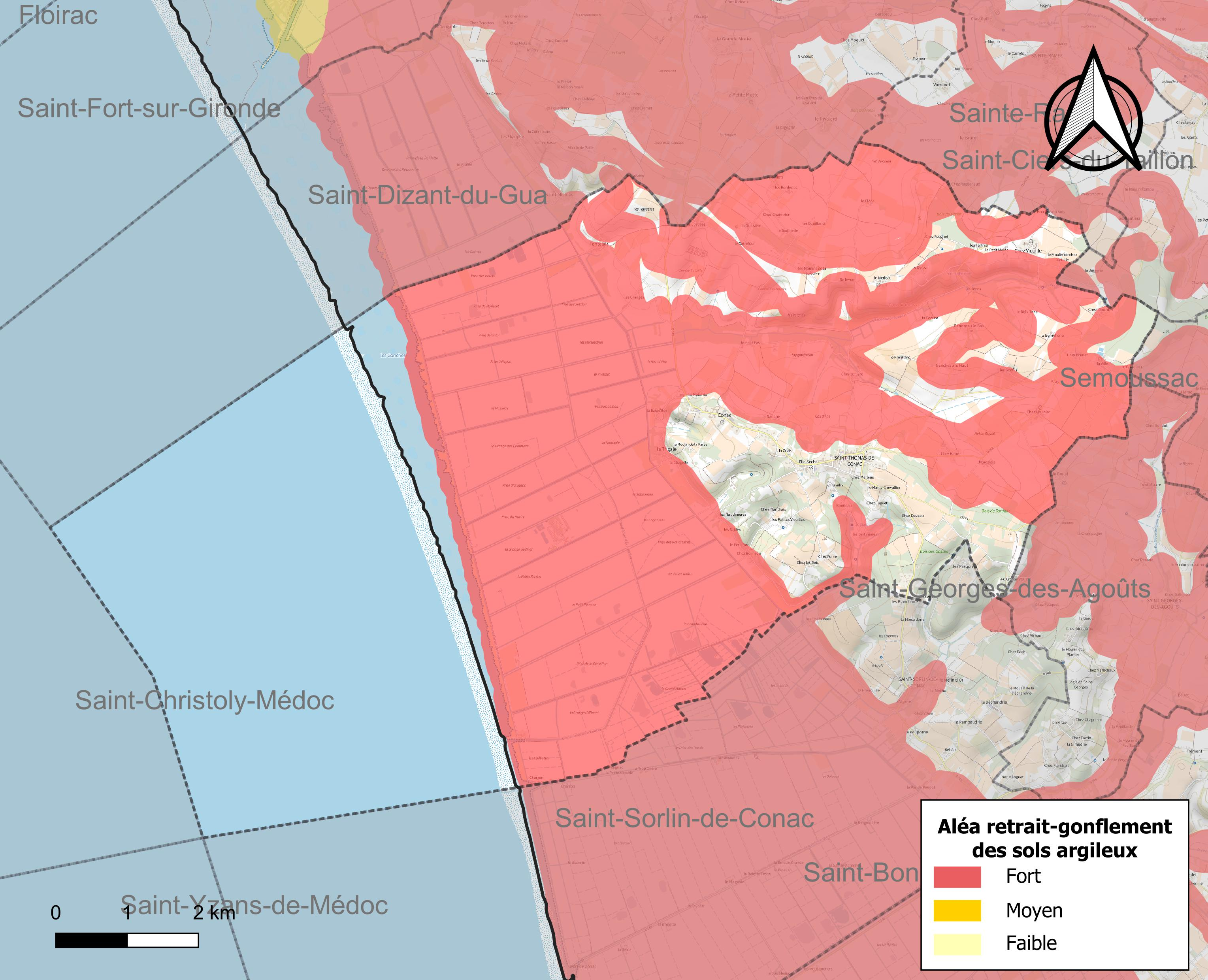
Carte des zones d'aléa retrait-gonflement des sols argileux de Saint-Thomas-de-Conac.

Les mouvements de terrains susceptibles de se produire sur la commune sont des affaissements et effondrements liés aux cavités souterraines (hors mines) et des tassements différentiels. Par ailleurs, afin de mieux appréhender le risque d’affaissement de terrain, l'inventaire national des cavités souterraines permet de localiser celles situées sur la commune.
Le retrait-gonflement des sols argileux est susceptible d'engendrer des dommages importants aux bâtiments en cas d’alternance de périodes de sécheresse et de pluie. 54 % de la superficie communale est en aléa moyen ou fort (54,2 % au niveau départemental et 48,5 % au niveau national). Sur les 449 bâtiments dénombrés sur la commune en 2019, 200 sont en aléa moyen ou fort, soit 45 %, à comparer aux 57 % au niveau départemental et 54 % au niveau national. Une cartographie de l'exposition du territoire national au retrait gonflement des sols argileux est disponible sur le site du BRGM,.
Par ailleurs, afin de mieux appréhender le risque d’affaissement de terrain, l'inventaire national des cavités souterraines permet de localiser celles situées sur la commune.
Concernant les mouvements de terrains, la commune a été reconnue en état de catastrophe naturelle au titre des dommages causés par la sécheresse en 2003 et 2005 et par des mouvements de terrain en 1999 et 2010.

#### Risques technologiques
Le risque de transport de matières dangereuses sur la commune est lié à sa traversée par une ou des infrastructures routières ou ferroviaires importantes ou la présence d'une canalisation de transport d'hydrocarbures. Un accident se produisant sur de telles infrastructures est susceptible d’avoir des effets graves sur les biens, les personnes ou l'environnement, selon la nature du matériau transporté. Des dispositions d’urbanisme peuvent être préconisées en conséquence.
La commune étant située totalement dans le périmètre du plan particulier d'intervention (PPI) de 20 km autour de la centrale nucléaire du Blayais, elle est exposée au risque nucléaire. En cas d'accident nucléaire, une alerte est donnée par différents médias (sirène, sms, radio, véhicules). Dès l'alerte, les personnes habitant dans le périmètre de 2 km se mettent à l'abri. Les personnes habitant dans le périmètre de 20 km peuvent être amenées, sur ordre du préfet, à évacuer et ingérer des comprimés d’iode stable,,.

## Toponymie
La commune tire son nom de l'apôtre Thomas et du gaulois « Condate », terme indiquant la confluence de plusieurs cours d'eau (en l'occurrence, de l'estuaire de la Gironde et du ruisseau des joncs). La seigneurie est appelée « Cosnaco » ou « Cosnacum » en latin médiéval, terme traduit par « Cosnac » dans une grande partie des documents en français produits sous l'ancien régime.
C'est sous le nom de Saint-Thomas-de-Cônac que la paroisse est érigée en commune, avant de prendre le nom révolutionnaire de Cônac, des Brandes, puis de Thomas-de-Cônac. Durant cette même période, la commune de Sainte-Radegonde-sous-Cônac est absorbée par Saint-Thomas-de-Cônac.
Si le nom de Saint-Thomas-de-Cônac (l'accent circonflexe remplace le « s » de « Cosnac ») reste usité localement, d'un point de vue administratif le nom de la commune est Saint-Thomas-de-Conac (orthographié sans accent circonflexe).

## Histoire
Jean de Harpedane, dit de Belleville, deuxième du nom, seigneur de Belleville et de Saint-Hilaire acheta le 10 octobre 1415, 8 000 écus d'or, les terres de Cosnac et Mirambeau, de François de Montberon Vicomte d'Aunay, et de Louise de Clermont sa femme.
Vers 1656 à 1719 vivait au Merleau, à Saint-Thomas-de-Conac, le sieur Raymond de Siran escuyer, sieur du Merleau, époux de Marie Martin (**). Il était le fils de David de Siran et de Marie de Merleau (d'après d'autres sources - Archives historiques de la Saintonge et de l'Aunis, en l'occurrence -, il était le fils de David de Siran, seigneur du Port-Limousin, et de Françoise Aupoix). (*) Un Raymond de Siran meurt, en effet, en mai 1719 à Saint-Thomas-de-Cônac "âgé d'environ 63 ans" (ce qui le ferait naître vers 1656). Un autre Raymond de Siran (ou bien, est-ce le même ?), éscuyer, était l'époux de Suzanne Le Forestier. Ils étaient parents de Louise de Siran, née le 26 mars 1711 à Saint-Thomas-de-Cônac et de Marianne de Siran, baptisée le 6 octobre 1712 à Saint-Thomas-de-Cônac. Louise de Siran épousera François Héard, notaire royal et juge du comté de Cônac le 18 février 1730 à Saint-Thomas-de-Cônac et décédera le 9 décembre 1748 à Saint-Thomas-de-Cônac, à l'âge de 37 ans, après avoir donné 10 enfants à François Héard.
(**) Raymond de Siran et Marie Martin eurent une fille, Marie de Siran, qui épousa Gabriel de Calvimont le 30 mai 1736 à Saint-Thomas-de-Cônac.
La famille de Siran est affiliée par la suite aux familles de Calvimont, Jaulin de Montluc, Blanchard, Braud, Benoist, Héard, le Forestier de Balzac, Lavergne, de Buxio, divers documents de procès inscrits aux archives départementales de la Charente-Maritime donnent une bonne vision des querelles familiales de cette époque.
La famille de Siran porte d'azur à un lion rampant d'or, armé et lampassé de gueules depuis le mariage le 15 mai 1558 à Saint-Thomas-de-Conac de Jean de Siran et Diane du Bois. Cette famille se subdivisera en 3 branches, les Sieurs du Merleau, les Sieurs de Boisronds et les Sieurs du Brandard. Cette troisième branche migrera vers La Rochelle.
Les de Siran œuvraient dans les fermes du roi sur l'ensemble de la cote charentaise, aux postes de lieutenant ou de capitaine, c'est ainsi qu'on les retrouve soit à la supervision des greniers à sel à Port Limousin de Saint-Thomas-de-Cosnac, soit à Saint-Pierre-d'Oléron sur les quais de la Perrotine, sur les quais de La Rochelle, ou encore sur les quais de Marans. Une des branches montera jusqu'aux Essarts en Vendée, alliée aux Buor de Villeneuve.
D'autres grandes familles de Saint-Thomas-de-Conac seront les Chasteauneufs et les Heard, ainsi que les Benoist et les Pelletant.
Autre personnalité issue de Saint-Thomas-de-Conac, le Sieur Pierre REGNAULT du FLANDRAY, sieur du Flandray fils de Jean REGNAULT, notaire royal, et de Marie PICORY. Ce dernier né vers 1660 à Saint-Thomas se mariera le 27 juillet 1694 à Villeneuve-la-Guyard (89) avec la demoiselle Claude Magdeleine CHEVROLAT, fille de messire François CHEVROLAT et honneste femme Jeanne BOYER. Il fut directeur des ponts et routes de la province de Bourgogne. Nous retrouverons Pierre REGNAULT du FLANDRAY à Dijon sur la paroisse Saint-Jean où naîtrons deux de ses filles : Françoise Magdelaine le 6 août 1697 et Philiberte le 9 janvier 1699, à cette dernière occasion, il sera qualifié de « intéressé dans les Fermes du Roy ».
Une personnalité des Guerres de Vendée, est issue de Jeanne Laplanche, fille de Jacques Michel Laplanche, seigneur de la Chapelle et procureur fiscal de Mirambeau avec Marie Heard. Jeanne Laplanche sera l'épouse le 21 avril 1763 à Saint-Thomas-de-Cosnac de François Xavier Alexandre Chesnier-Duchesne. Ce couple donnera naissance à 6 enfants dont François Xavier Ambroise Chesnier-Duchesne, chevalier de l'Ordre royal et militaire de Saint-Louis et officier de marine, aide de camp de Charette, major général, arrêté et emprisonné, puis évadé, pris avec Stofflet à la Saugrenière.
Le prêtre Jacques Roux officie dans la paroisse de septembre 1788 à avril 1790.
À noter que Saint-Thomas-de-Conac donnera à la Ville de Cherbourg un commissaire de police, en effet Joseph Lucien Pelletant né à Saint-Thomas-de-Conac le 30 novembre 1798, décédera à Cherbourg en son domicile rue de la Paix le 12 avril 1849 en tant que commissaire de police, son épouse Anne Louise Emilie Berthus occupera le logis de la Chapelle à La Trigalle en 1853. Il était le fils de Jean André Charles Pelletant et de Magdeleine Victoire Martin.

## Administration

### Liste des maires
En 1898, Saint-Thomas devient Saint-Thomas-de-Conac.
Sous la Révolution, la commune portait le nom de Thomas de Conac.

### Région
À la suite de la mise en application de la réforme administrative de 2014 ramenant le nombre de régions de France métropolitaine de 22 à 13, la commune appartient depuis le 1er janvier 2016 à la région Nouvelle-Aquitaine, dont la capitale est Bordeaux. De 1972 au 31 décembre 2015, elle a appartenu à la région Poitou-Charentes, dont le chef-lieu était Poitiers.

### Canton
Saint-Thomas-de-Conac appartient au canton de Pons depuis mars 2015. Avant cette date, elle était l'une des 19 communes appartenant au canton de Mirambeau.

## Démographie

### Évolution de la population
L'évolution du nombre d'habitants est connue à travers les recensements de la population effectués dans la commune depuis 1793. Pour les communes de moins de 10 000 habitants, une enquête de recensement portant sur toute la population est réalisée tous les cinq ans, les populations de référence des années intermédiaires étant quant à elles estimées par interpolation ou extrapolation. Pour la commune, le premier recensement exhaustif entrant dans le cadre du nouveau dispositif a été réalisé en 2004.

En 2022, la commune comptait 574 habitants, en évolution de +4,17 % par rapport à 2016 (Charente-Maritime : +4,04 %, France hors Mayotte : +2,11 %).
| 1793  | 1800  | 1806  | 1821  | 1831  | 1836  | 1841  | 1846  | 1851  |
| ----- | ----- | ----- | ----- | ----- | ----- | ----- | ----- | ----- |
| 1 383 | 1 398 | 1 483 | 1 572 | 1 598 | 1 559 | 1 521 | 1 546 | 1 510 |

| 1856  | 1861  | 1866  | 1872  | 1876  | 1881  | 1886  | 1891  | 1896  |
| ----- | ----- | ----- | ----- | ----- | ----- | ----- | ----- | ----- |
| 1 509 | 1 406 | 1 478 | 1 429 | 1 411 | 1 369 | 1 395 | 1 299 | 1 350 |

| 1901  | 1906  | 1911  | 1921  | 1926  | 1931 | 1936 | 1946 | 1954 |
| ----- | ----- | ----- | ----- | ----- | ---- | ---- | ---- | ---- |
| 1 285 | 1 233 | 1 145 | 1 049 | 1 012 | 931  | 918  | 917  | 896  |

| 1962 | 1968 | 1975 | 1982 | 1990 | 1999 | 2004 | 2006 | 2009 |
| ---- | ---- | ---- | ---- | ---- | ---- | ---- | ---- | ---- |
| 857  | 778  | 723  | 657  | 610  | 545  | 555  | 557  | 549  |

| 2014 | 2019 | 2022 | - | - | - | - | - | - |
| ---- | ---- | ---- | - | - | - | - | - | - |
| 551  | 575  | 574  | - | - | - | - | - | - |

### Pyramide des âges
La population de la commune est relativement âgée.
En 2018, le taux de personnes d'un âge inférieur à 30 ans s'élève à 17,4 %, soit en dessous de la moyenne départementale (29 %). À l'inverse, le taux de personnes d'âge supérieur à 60 ans est de 51,3 % la même année, alors qu'il est de 34,9 % au niveau départemental.
En 2018, la commune comptait 296 hommes pour 271 femmes, soit un taux de 52,2 % d'hommes, largement supérieur au taux départemental (47,85 %).
Les pyramides des âges de la commune et du département s'établissent comme suit.
| Hommes | Classe d’âge | Femmes |
| ------ | ------------ | ------ |
| 1,3    | 90 ou +      | 5,1    |
| 14,3   | 75-89 ans    | 15,6   |
| 33,7   | 60-74 ans    | 32,7   |
| 20,7   | 45-59 ans    | 20,3   |
| 9,7    | 30-44 ans    | 12,0   |
| 9,0    | 15-29 ans    | 7,3    |
| 11,3   | 0-14 ans     | 6,9    |

| Hommes | Classe d’âge | Femmes |
| ------ | ------------ | ------ |
| 1,1    | 90 ou +      | 2,6    |
| 10,1   | 75-89 ans    | 12,6   |
| 22     | 60-74 ans    | 23,2   |
| 20,1   | 45-59 ans    | 19,7   |
| 16,1   | 30-44 ans    | 15,6   |
| 15,2   | 15-29 ans    | 12,7   |
| 15,4   | 0-14 ans     | 13,6   |

## Économie
Les principales activités économiques de la commune sont l'agriculture, la viticulture et dans une moindre mesure, le commerce, l'artisanat et le tourisme vert. Le centre-bourg conserve quelques commerces de proximité ainsi qu'un bureau de poste.
La population active compte 40 % d'ouvriers, 34,5 % d'agriculteurs, 14,5 % d'employés, tandis que les artisans et commerçants ne représentent guère plus de 5,5 %. S'établissant à 18,7 % en 1999, le taux de chômage n'est plus que de 7,6 % en 2004.
La population active est de 214 personnes, soit 39,3 % de la population totale de la commune. Les autres catégories de la population sont les retraités (34,5 %), les jeunes scolarisés (14,1 %) et les personnes sans activité professionnelle (12,1 %).
Le taux d'activité des personnes comprises dans la tranche d'âge 20-59 ans est de 81 %, un chiffre légèrement inférieur à la moyenne nationale (82,2 %).

## Lieux et monuments

### Monument aux Morts
|  |  |  |

Sur la partie n°3 du monument aux morts figurent ceux tombés au champ d'honneur. Ainsi peut-on voir la présence de Thobie L., il s'agit de Samuel Ludovic Thobie, fils de Constand Fernand Thobie, boulanger à Saint-Thomas et Huglantine Morandière, né à Saint-Thomas-de-Conac le 11 mai 1891 et tombé pour la France le 8 septembre 1914 à la bataille de Saint-Prix dans la Marne. Son corps y est encore enseveli avec ses frères d'armes.

### Église Saint-Thomas

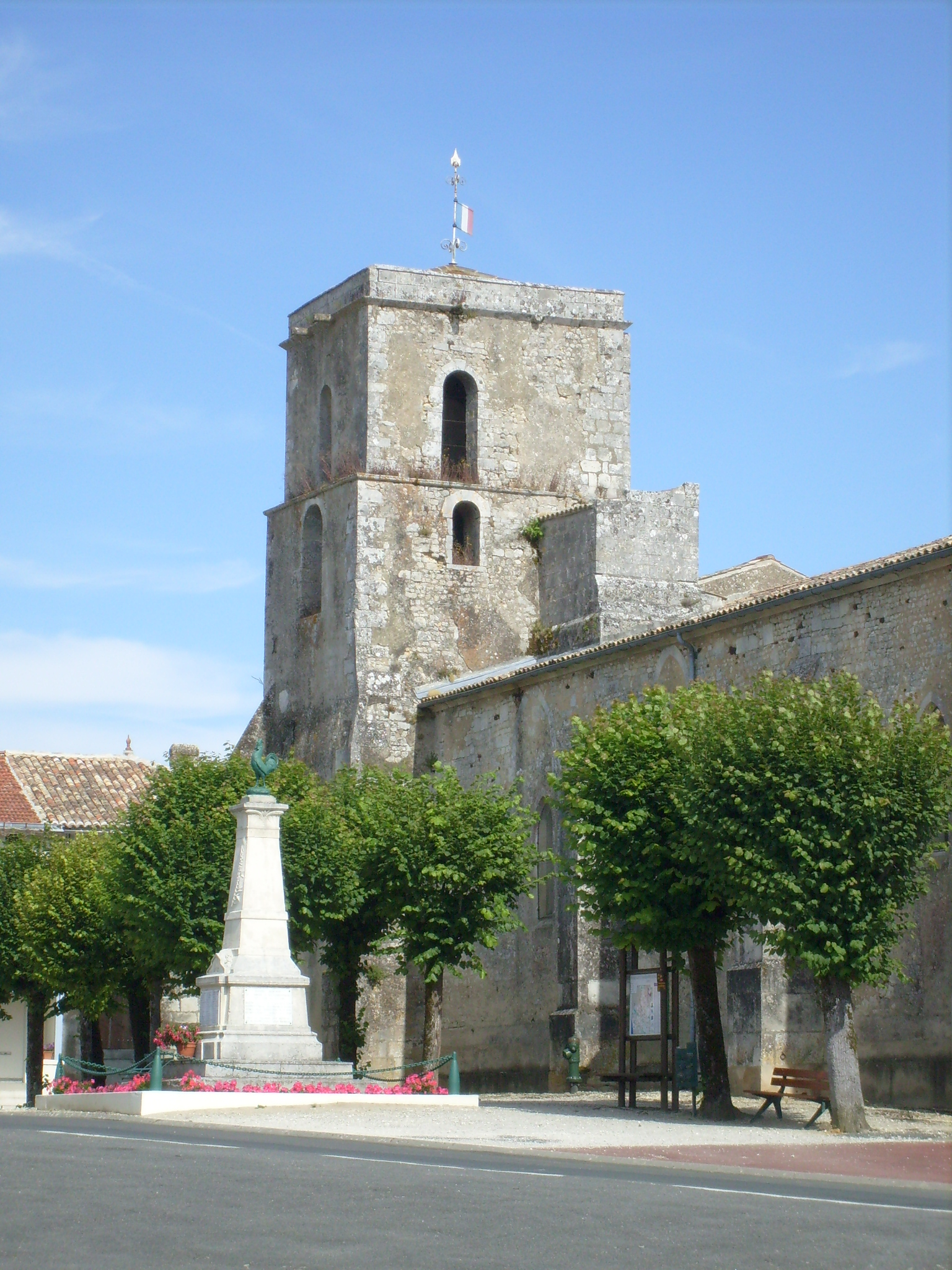
Le clocher, fortifié au XVIe siècle.

Cet imposant sanctuaire s'élève au centre d'une vaste place autrefois occupée par le cimetière paroissial. Considérablement remanié au cours des siècles, il conserve néanmoins une abside témoignant dans sa partie inférieure d'un style roman archaïque qui n'est pas sans rappeler l'architecture carolingienne.
Le 3 juin 1738, la cloche de l'église est bénie et baptisée « Anne Thérèse » par Desbrandes curé de Conac, le parrain et la marraine sont le sieur Michel Faure et demoiselle Anne Thérèse Chasteauneuf. Le curé fait mention du fait que la cloche daterait de l'an 800 ou environ. Étaient présents Laverny curé du Petit-Niort, Chevalier curé de Saint-Dizant-du-Gua, Garas, prêtre de Sainte-Ramée, Mesnard curé de Saint-Georges-des-Agouts, Grellaud curé de Saint-Bonnet-sur-Gironde, Desbrandes curé de Conac, Chatelars, Guinot, Anne Thérèse Chasteauneuf, Michel Faure, Pomié, Marie Gervereau, Rose Faure, Chavalier, Gervereau, Desbrandes et Faure. Le Sieur Michel Faure est le fils du fermier des revenus du comté de Cosnac André Faure, rentré de Rivière-Pilote en Martinique, Michel est né le 9 décembre 1722 à Rivière-Pilote, sa mère était la demoiselle Marie Catherine Lars.

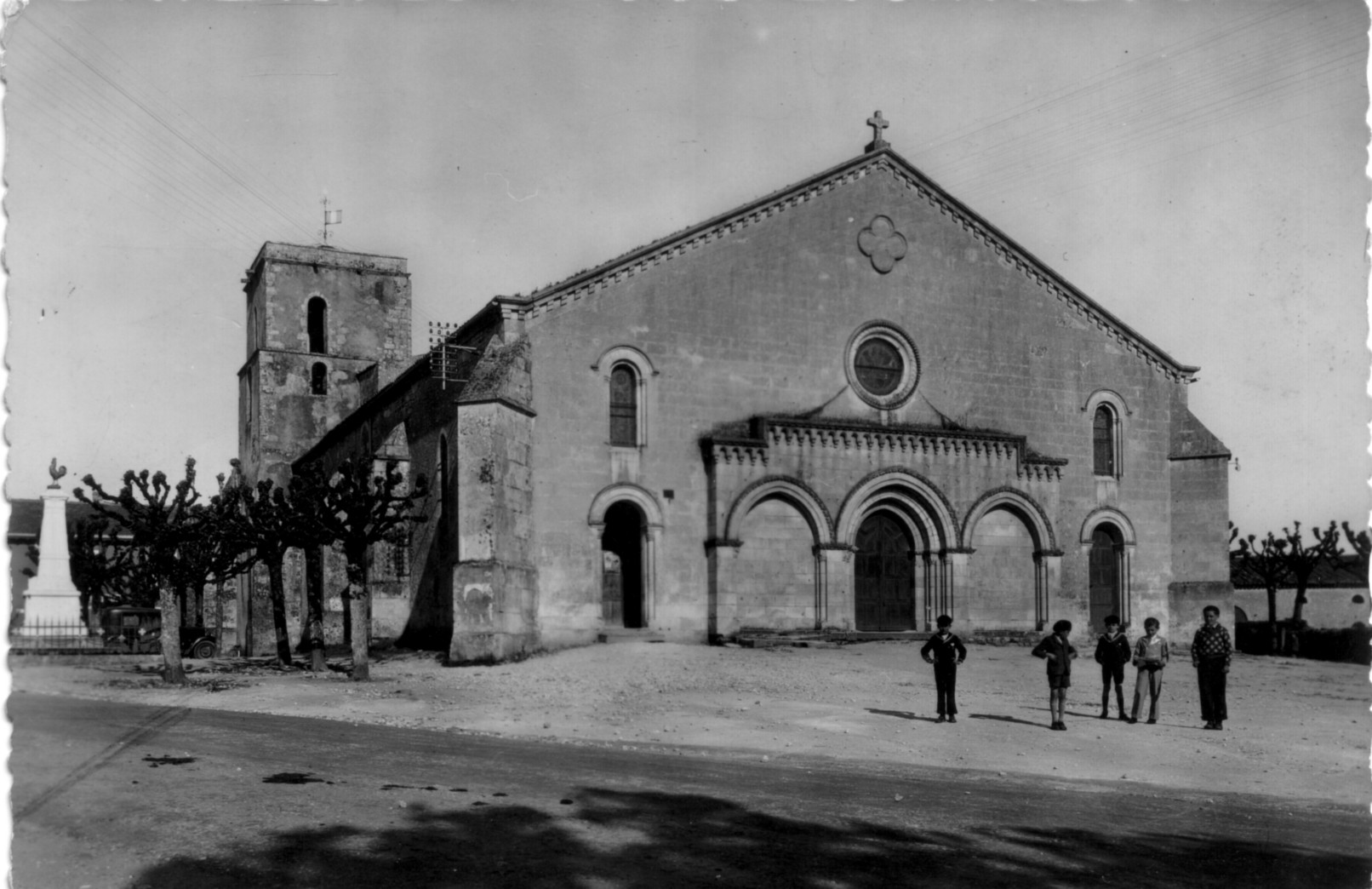
L'église en 1920.

Il faut attendre 1062 pour que l'on trouve la première mention de l'église dans un cartulaire : celui-ci indique la cession du sanctuaire par le seigneur de Cônac à l'abbaye de Savigny. Un prieuré abritant trois religieux est construit à proximité dans les années suivantes : à ceux-ci incombe désormais la tâche de célébrer les offices dans une église qui est reconstruite une première fois dans les premières années du XIIe siècle. Il est vraisemblable que l'église souffre de déprédations durant la guerre de Cent Ans : l'on note ainsi une importante campagne de reconstruction entre 1515 et 1517 au cours de laquelle est édifié le collatéral nord, tandis que le clocher roman est fortifié. Il faut cependant attendre le XIXe siècle pour que l'édifice prenne son aspect actuel : ainsi, c'est en 1862 que l'on adjoint au sanctuaire le collatéral sud et que l'on édifie la façade néo-romane actuelle.

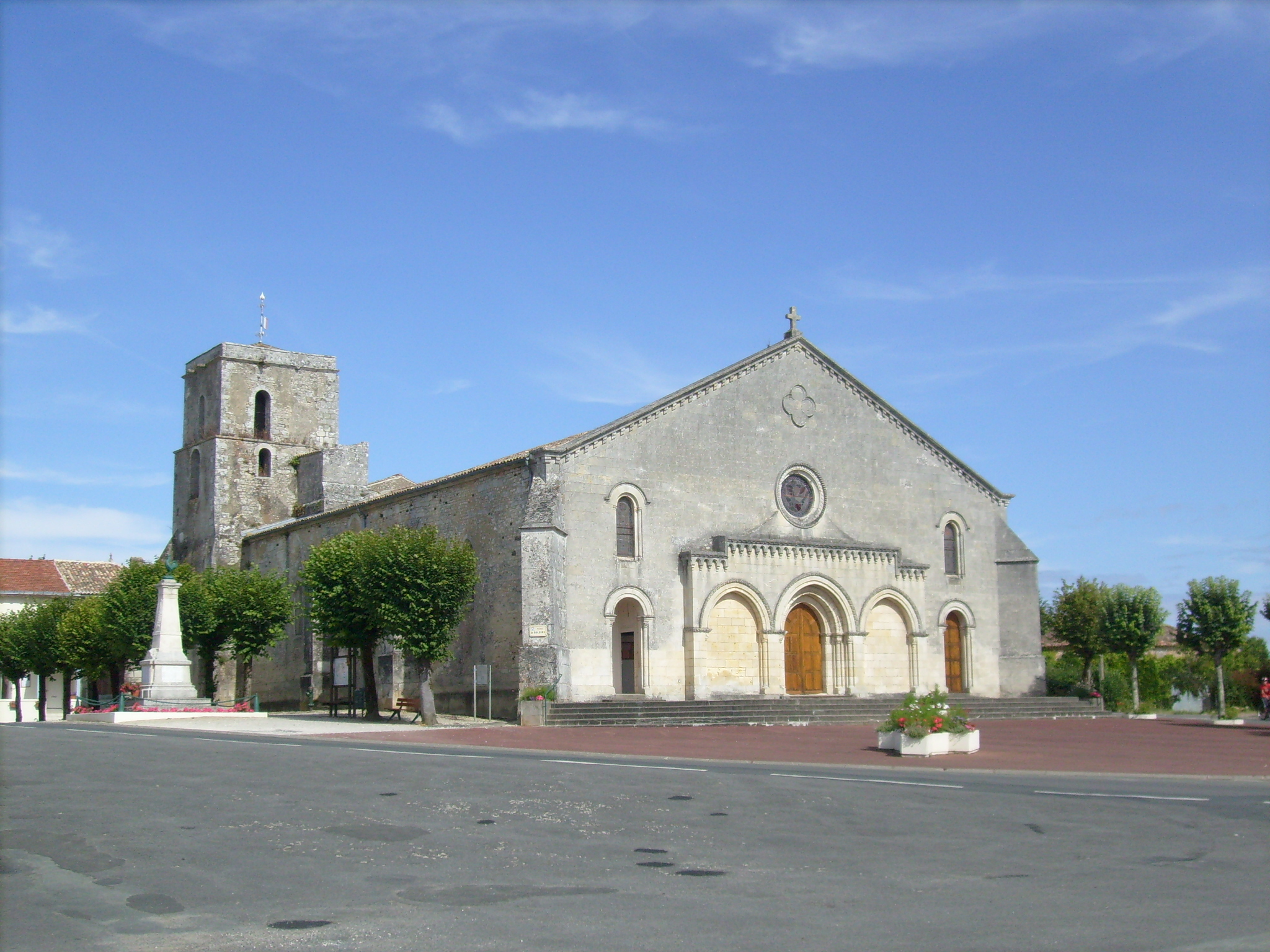
La façade néo-romane de l'église Saint-Thomas.

La parfaite symétrie de la façade lui confère une certaine austérité que souligne encore le portail principal à trois voussures amorties en tores, flanqué de part et d'autre de deux arcs aveugles, l'ensemble étant doublé d'un cordon sculpté. Deux portes latérales surmontées de baies en plein cintre donnent accès aux bas-côtés. Un oculus assure l'éclairage de la nef.
La partie la plus ancienne du sanctuaire est l'abside, dont on peut noter la diversité de l'appareillage. La partie inférieure semble dater du début du XIe siècle, tandis que la partie supérieure lui est postérieure de près d'un siècle. Des arcatures soutenues par des colonnettes aux chapiteaux ornés de motifs végétaux (palmettes, pommes de pin) ou animaliers (aigles, pélicans) composent l'essentiel de l'ornementation.
À l'intérieur, des traces d'inscriptions gravées sur deux tailloirs pourraient indiquer la date de consécration de l'église.
L'église Saint-Thomas est inscrite à l'inventaire supplémentaire des monuments historiques depuis le 30 juillet 2002.

### Le Château du Roc

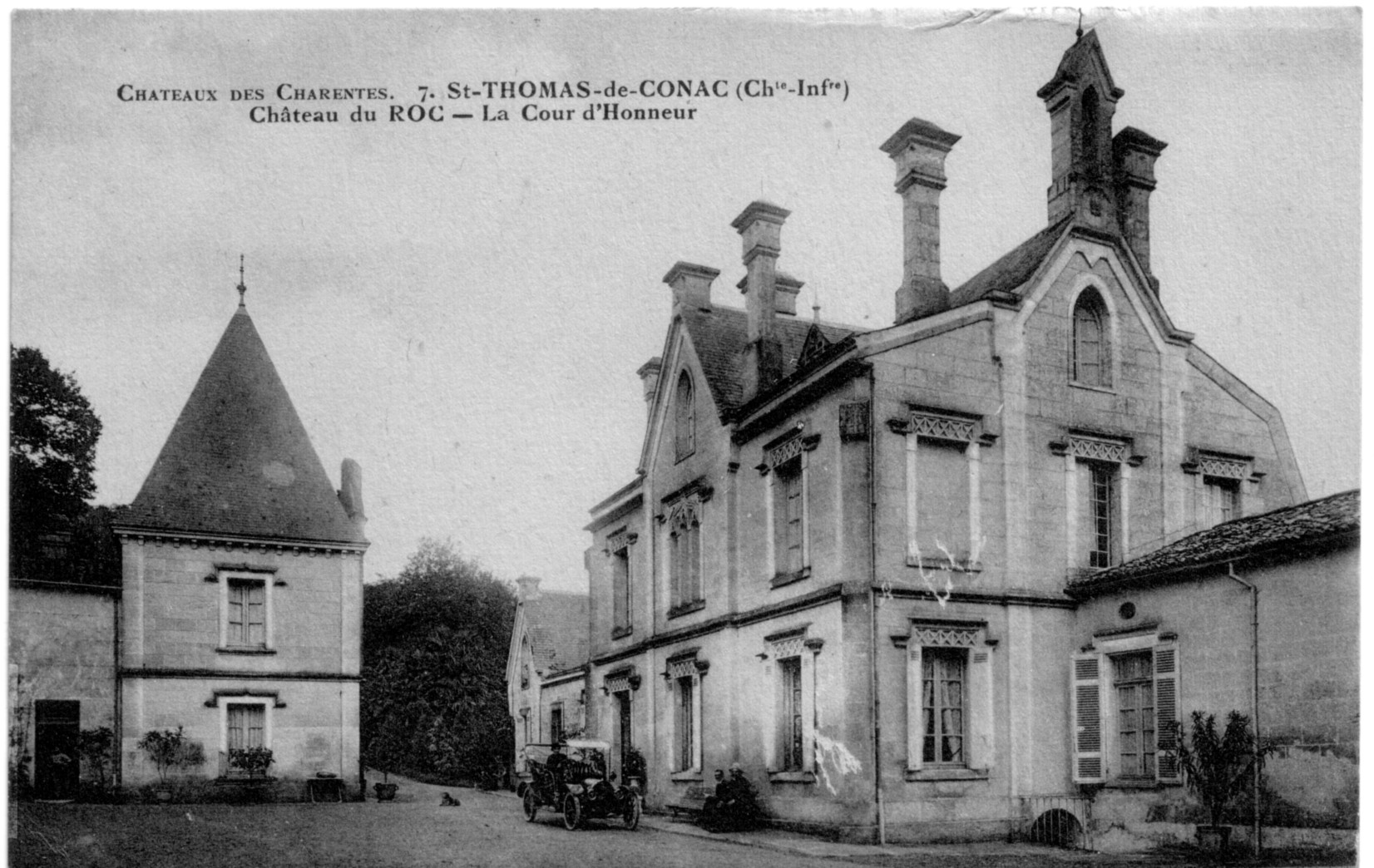
Le château du Roc.

Berceau de la famille Laplanche, Sénéchauds du comté de Cosnac, et Heard, procureurs d'offices et notaires de Cosnac. Cette demeure du XVIIIe siècle traduit la prospérité du moment qui régnait à Saint-Thomas-de-Conac. On y retrouve ainsi Marie Anne Heard épouse en premières noces le 5 février 1742 de Jean Chasteauneuf, Juge et Sénéchal du Comté de Cônac et de la Châtellenie de Saint-Fort, et en secondes noces le 19 mars 1752 de Jacques Michel Laplanche Seigneur de la Chapelle, Procureur fiscal du marquisat de Mirambeau

### Le Château du Gendreau

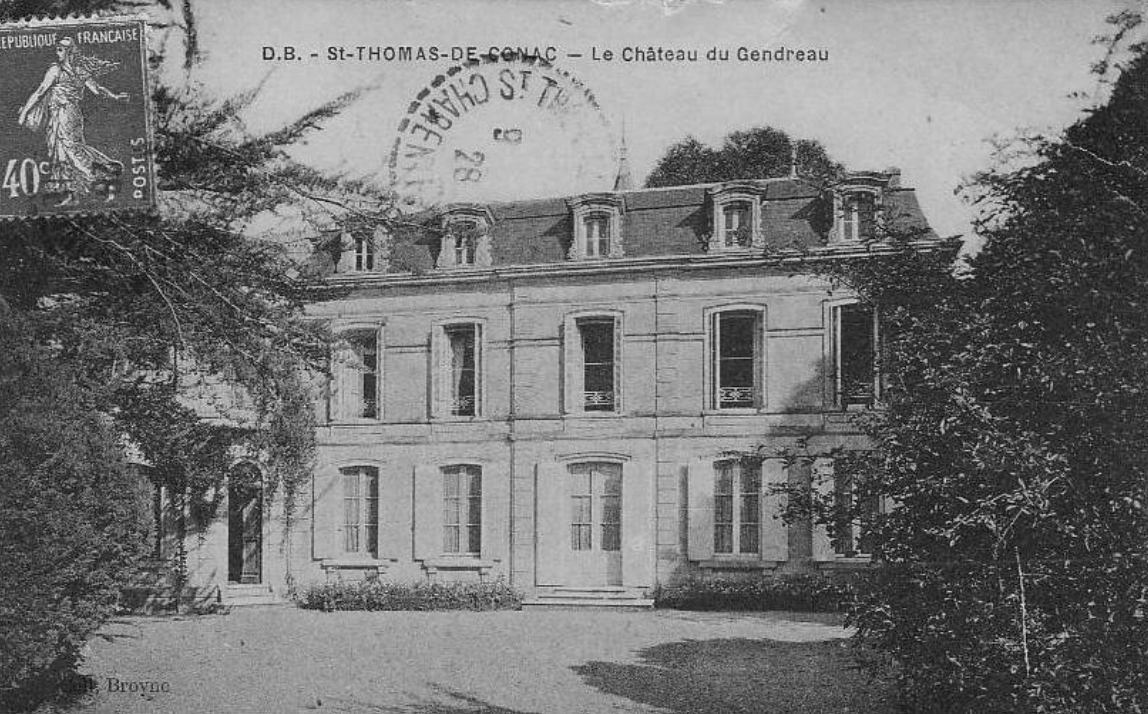
Le château du Gendreau.

Une famille Gendreau aurait possédé cette demeure, mais nous n'en savons pas davantage sur cette dernière, le patronyme Gendreau étant devenu fort rare.
La vue de gauche nous montre la demeure telle qu'elle était vers 1909, il existe d'autres cartes postales de la même époque montrant le château sous d'autres angles.

### Le Château Coudret

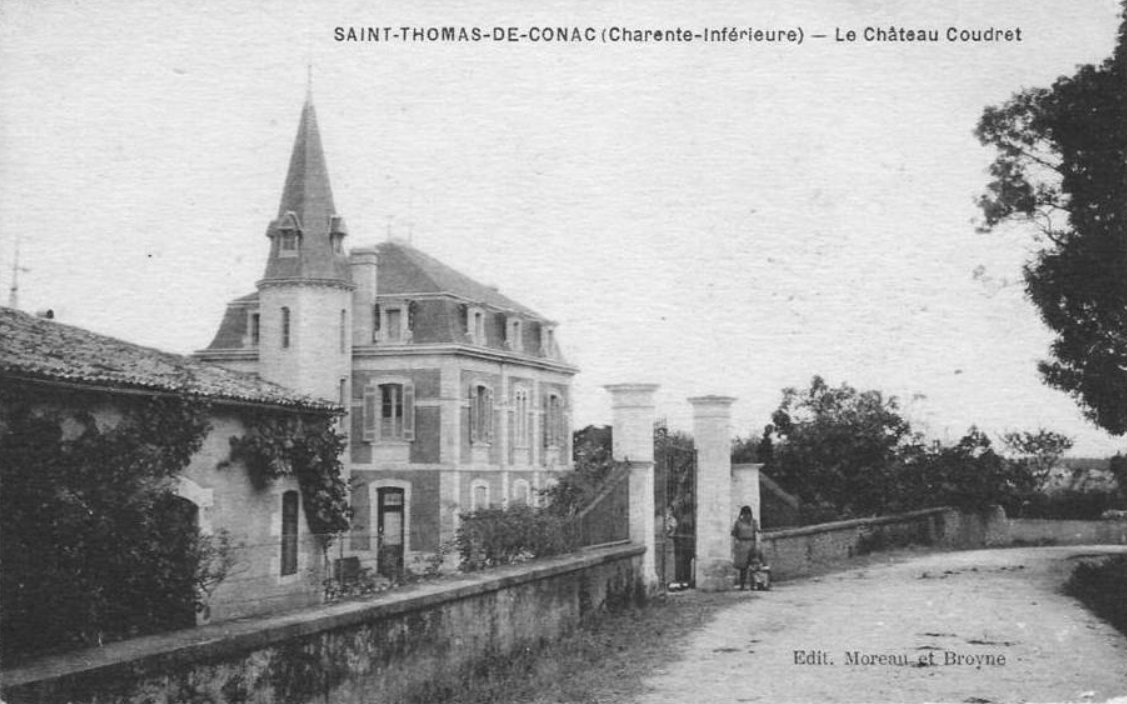
Le château Coudret.

On retrouve la trace de la famille Coudret dans les plus anciens registres de Saint-Thomas. Cette famille s'est alliée avec bon nombre de grandes familles de la région et ce, jusqu'en Gironde.
Cette famille aura donné quelques notaires et deux maires de Saint-Thomas.

### Logis de La Chapelle
Cette vaste demeure bourgeoise établie sur deux niveaux est l'une des principales constructions du hameau de La Trigale, ancien port de la cité de Cônac aujourd'hui envasé.
Bâti sur les fondations d'un logis noble dont on trouve mention dès le XVIe siècle, il appartient à la famille de Livenne jusqu'au XVIIe siècle avant de passer aux Beaupoil-Saint-Aulaire par la suite. L'édifice actuel est sans doute reconstruit au XVIIIe siècle ou au XIXe siècle.

### Château de Cônac

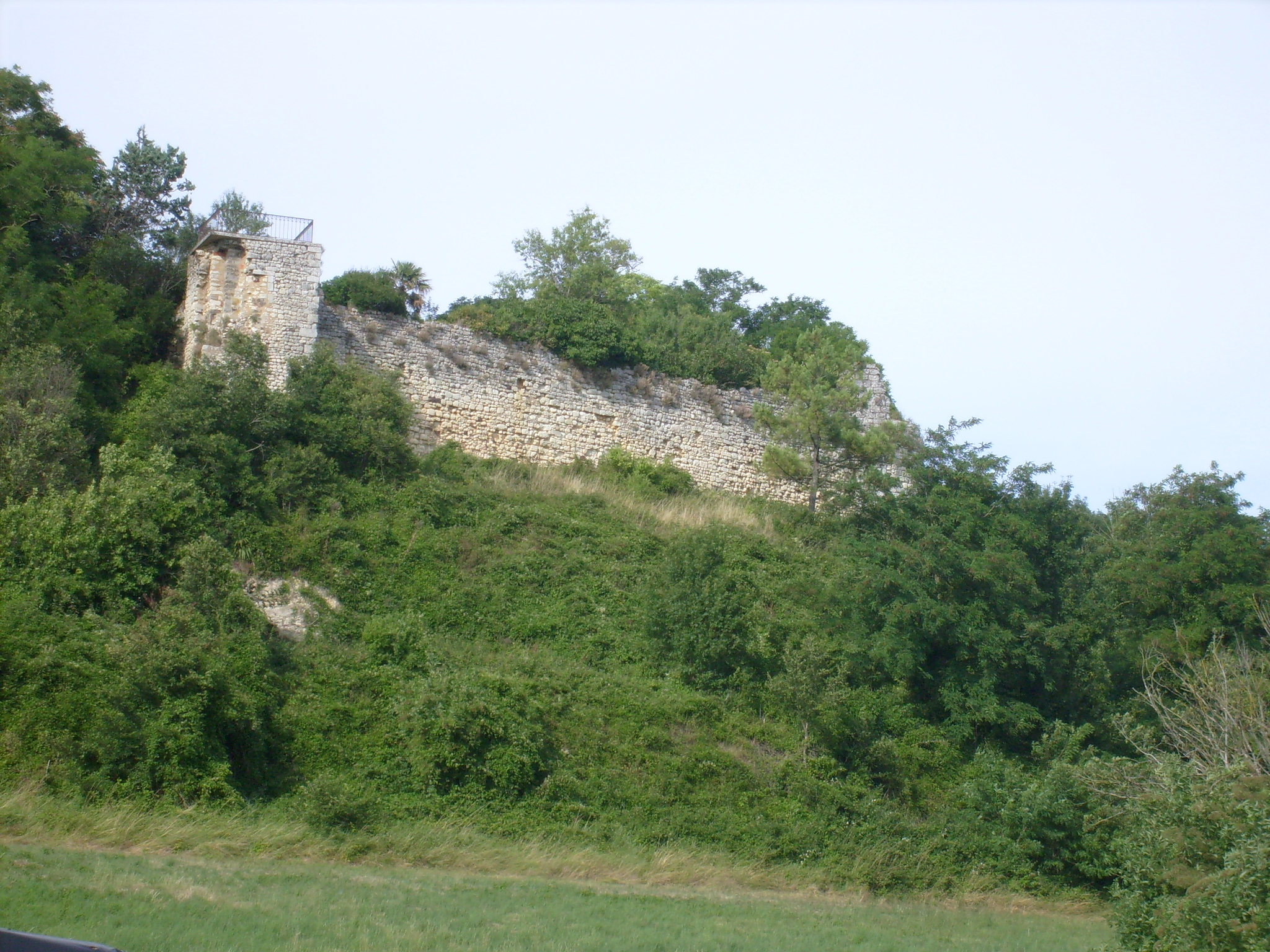
Les ruines du château-fort de Cônac.

Située sur un éperon rocheux formant un à-pic de plusieurs dizaines de mètres au-dessus des prairies humides bordant l'estuaire de la Gironde, cette forteresse était autrefois battue par les flots et contrôlait les activités du port marchand de La Trigale aujourd'hui envasé. Bien que remanié à plusieurs reprises au cours de l'histoire, le château conserve l'essentiel de son caractère médiéval.

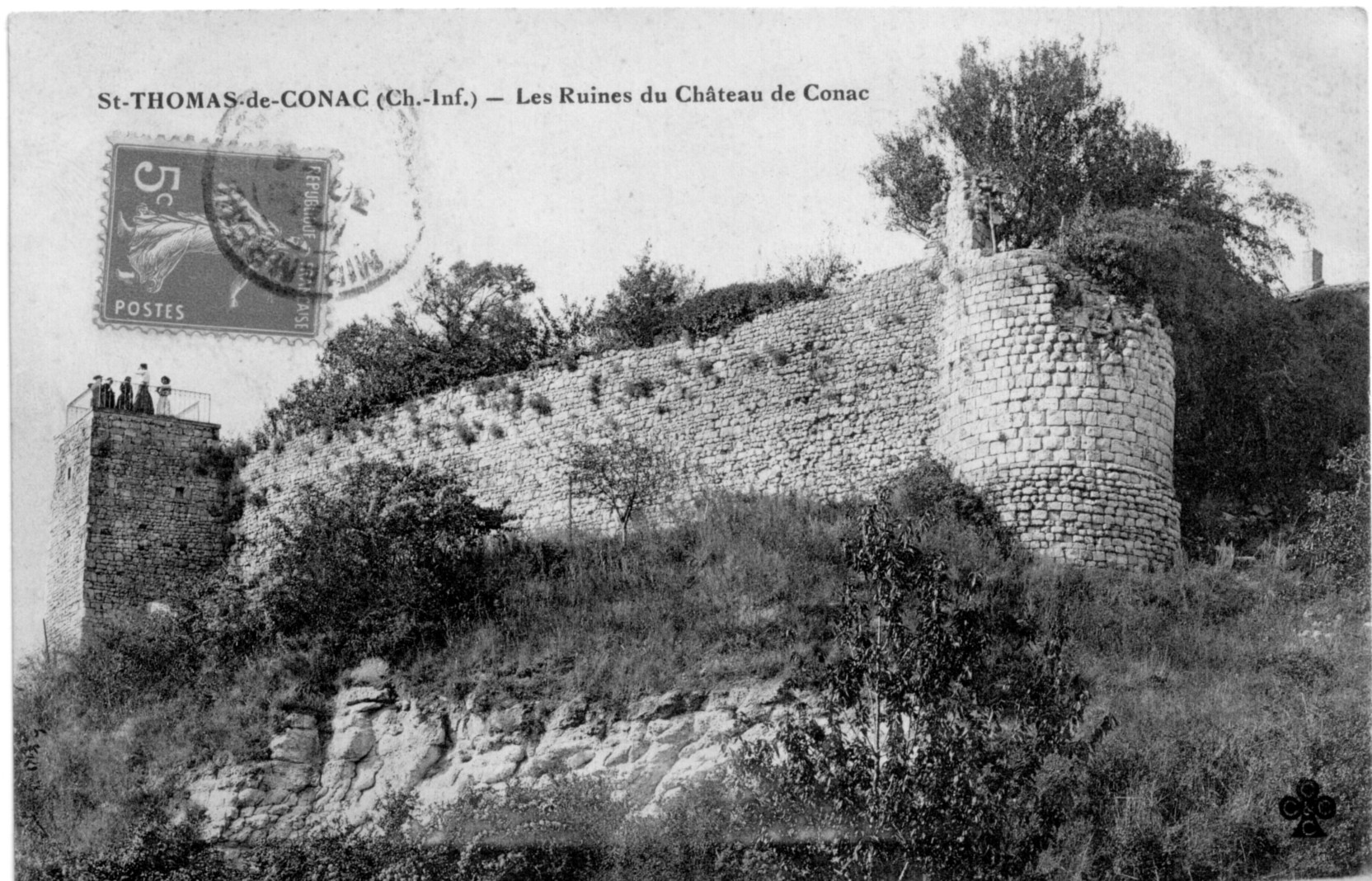
Ancienne forteresse de Saint-Thomas-de-Conac.

C'est au XIe siècle que l'on trouve mention pour la première fois du château de Cônac qui est alors la propriété du seigneur Arnault de Mirabel. Résidence des barons, puis des comtes de Cônac, il est disputé à plusieurs reprises durant la guerre de Cent Ans ainsi que pendant les guerres de religion.
En 1570, le château est une place-forte catholique défendue par une garnison de 120 hommes. Il est néanmoins enlevé par les armées huguenotes dans les rangs desquelles combat le capitaine Agrippa d'Aubigné.
En 1628, le château devient la propriété du cardinal de Richelieu.
Aujourd'hui reléguée à l'état de ruine, la forteresse conserve une partie de ses remparts ainsi que la base d'une tour rectangulaire. En 1790, un état des lieux relevait par ailleurs un corps de logis, une prison, une fuie, des douves et les ruines d'une église.

### L'orme des Justices

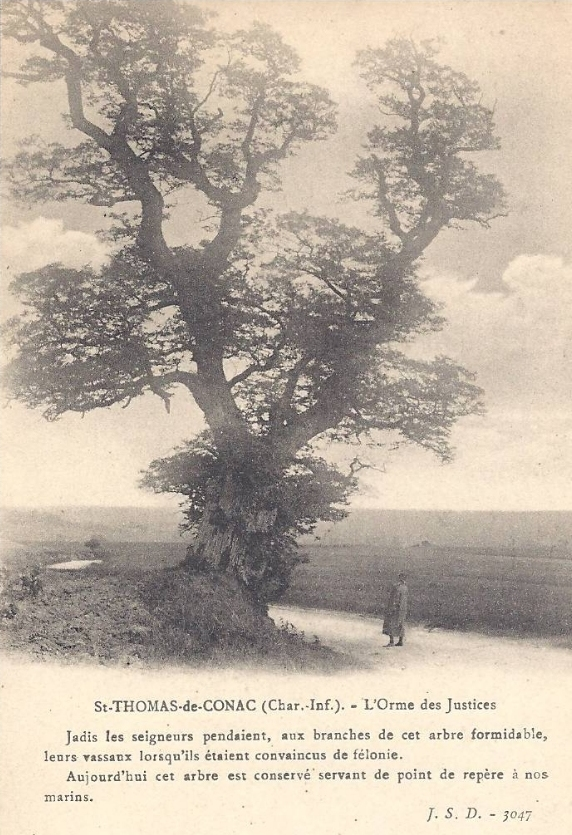
L'Orme des Justices.

Selon la tradition, c'est sur ses branches que les seigneurs locaux pendaient leur vassaux lorsqu'ils étaient convaincus de félonie.

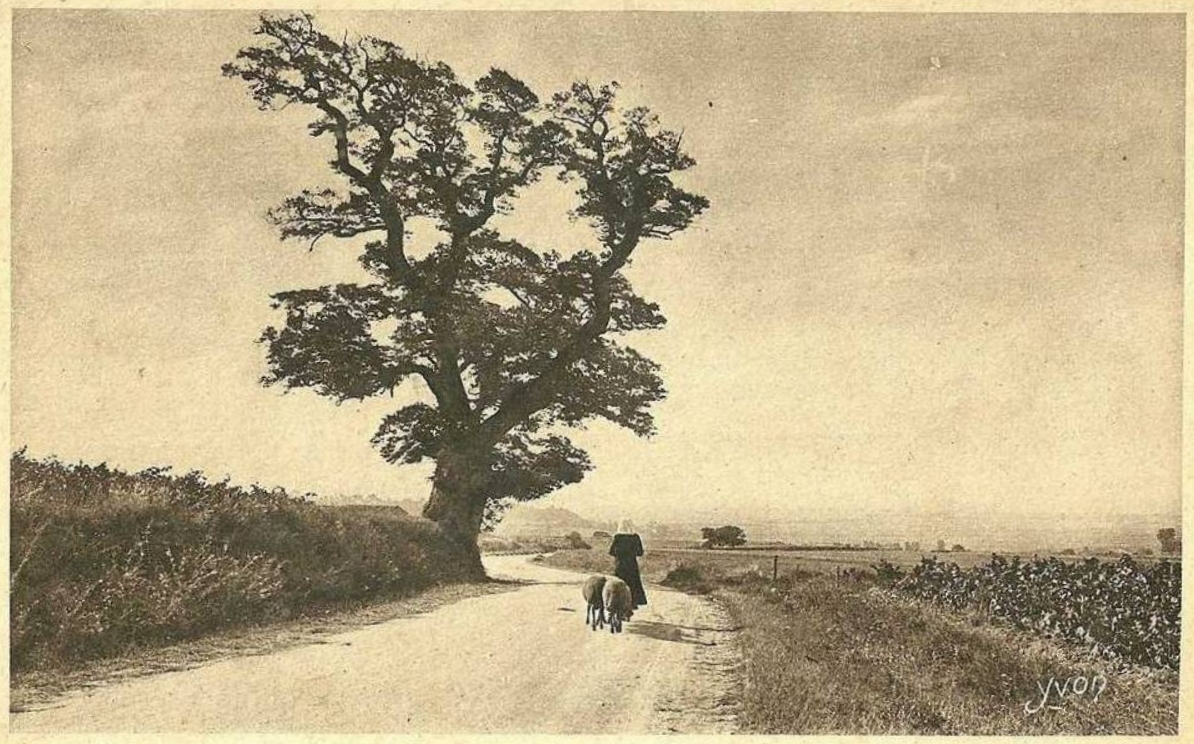
L'Orme des Justices.

Cet arbre majestueux a fait autrefois office d'amer pour les marins de la région.

### Moulin de la Croix

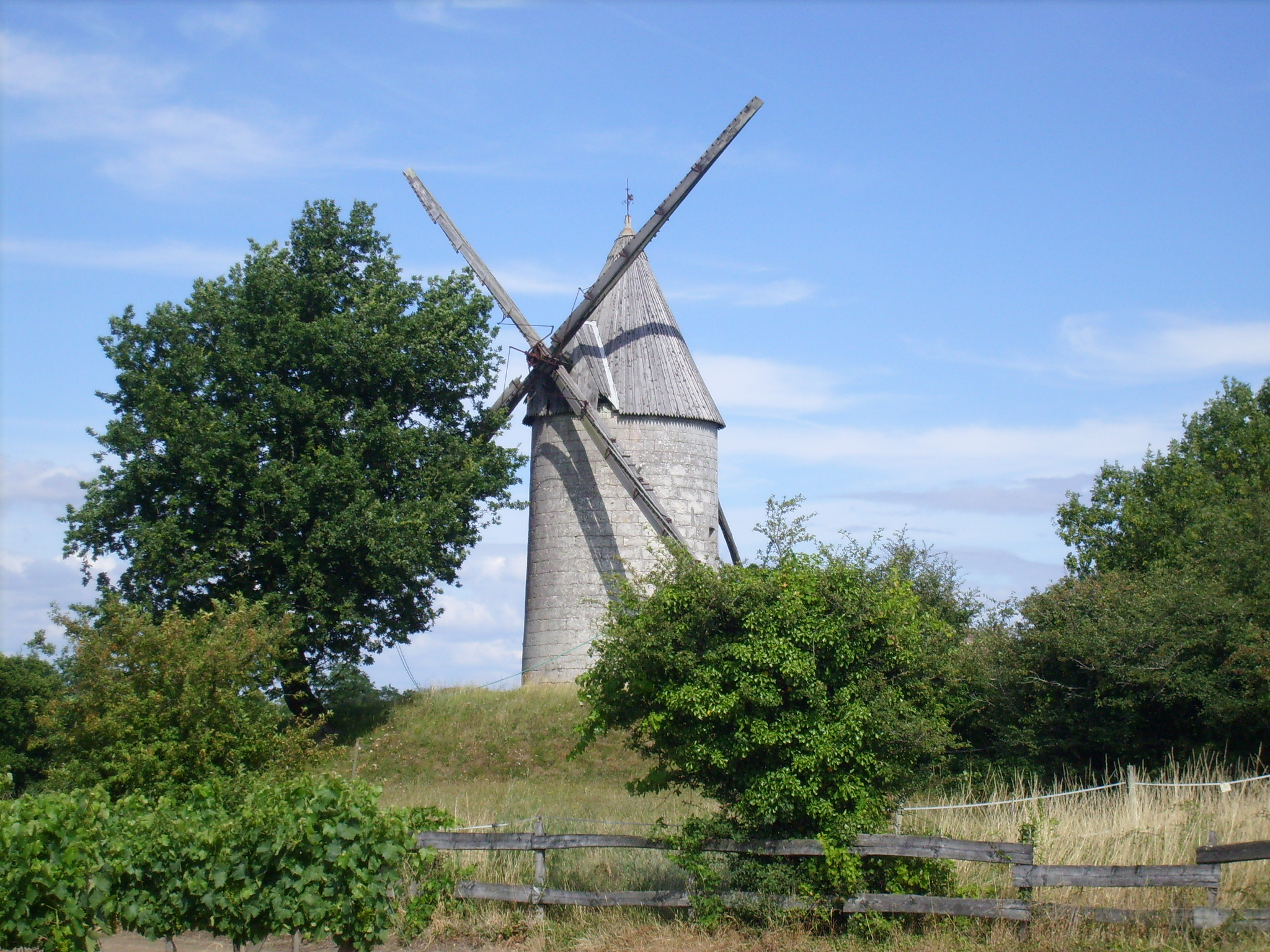
Le moulin de la Croix.

Renommé pour son moulin à vent inscrit depuis le 28 octobre 1996 à l'inventaire supplémentaire des monuments historiques, le lieu-dit « la Croix » conserve en fait deux moulins-tours dont l'un est aujourd'hui découronné et privé de son mécanisme. Tous deux ont été construits au début du XIXe siècle.
Aujourd'hui largement conquise par la vigne et la culture du maïs, la Saintonge était autrefois l'un des « greniers à blé » de l'Aquitaine, ce qui explique la présence de nombreux moulins sur les endroits bien exposés. Si nombre de ces édifices ont été laissés à l'abandon, démolis ou reconvertis en habitation, le moulin de la Croix a été restauré et demeure aujourd'hui encore en état de marche. Le moulin de la Croix fut le dernier moulin de ce type à fonctionner en Charente-Maritime avant de finalement cesser son activité à la fin des années 1960.
Muni d'ailes de type Berton longues chacune de cinq mètres, il se compose d'un fût cylindrique lui-même établi sur un léger tertre lui servant d'assise. La toiture conique, autrefois composée de bardeaux de châtaignier, a été refaite en pin du Canada. Le mécanisme (deux meules de 800 kilos chacune) lui permet de moudre jusqu'à une tonne de grains par jour. Outre les deux moulins de la Croix, la commune conserve trois autres moulins à vent : le moulin de la Grassière, le moulin de la Parée et le moulin de chez Vieuille. Le moulin de la Croix a été victime d'un fort coup de vent durant l'hiver 2016/2017 qui détériora ses ailes qui furent démontées au début de l'été 2017[réf. nécessaire].

## Équipements et services

### Enseignement
La commune de Saint-Thomas-de-Conac dépend de l'académie de Poitiers. Elle est en regroupement pédagogique intercommunal (RPI) avec les communes voisines de Consac et de Saint-Ciers-du-Taillon. Une halte-garderie est implantée dans la commune de Saint-Bonnet-sur-Gironde.

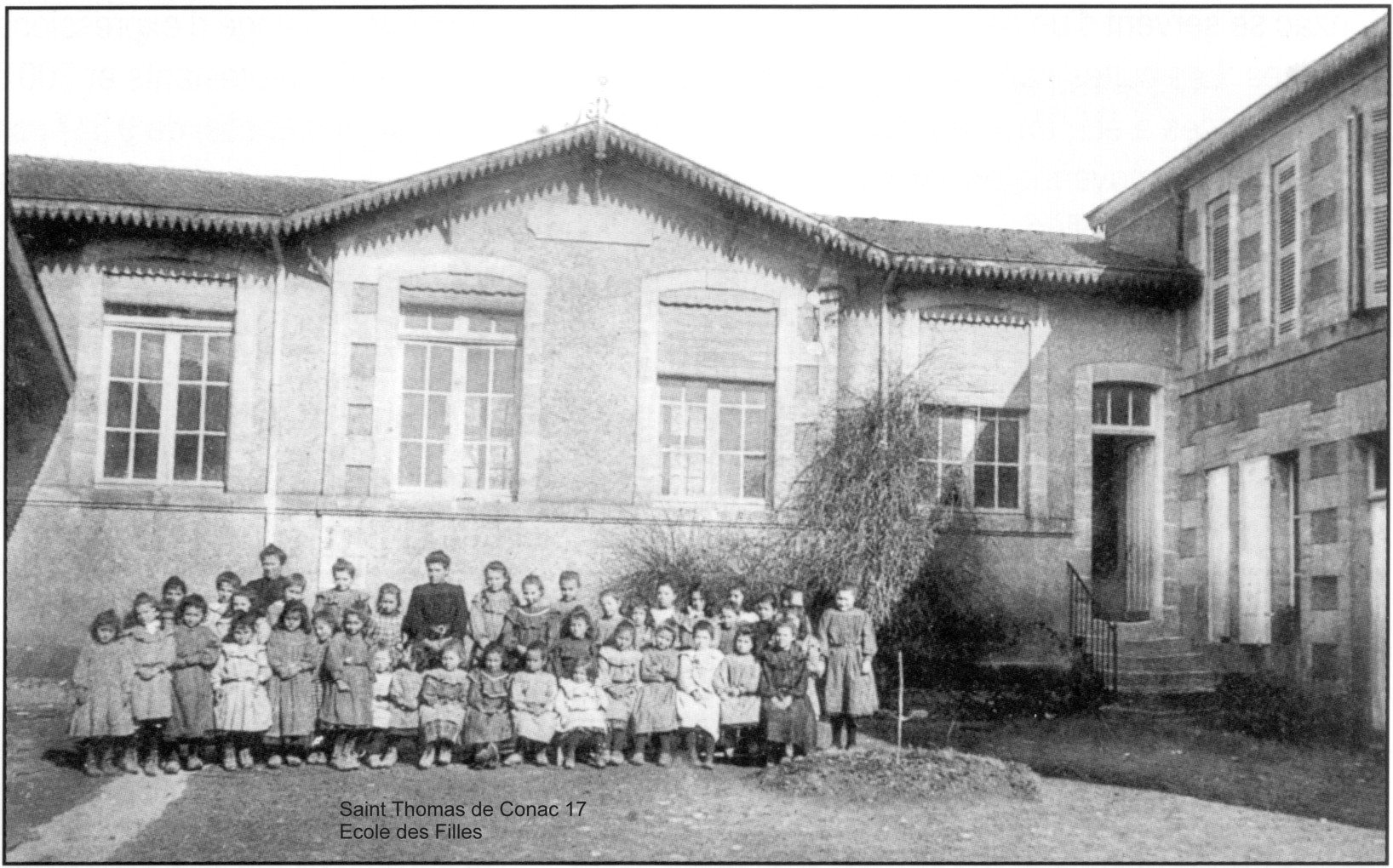
École de filles de St Thomas de Cônac.

Le collège le plus proche est le CES Didier-Daurat, localisé à Mirambeau. Les lycées publics d'enseignement général et technologiques les plus proches sont situés à Jonzac et à Blaye.

## Vie locale

### Cultes
Saint-Thomas-de-Conac appartient au diocèse catholique de La Rochelle et Saintes, lui-même subdivision de la province ecclésiastique de Poitiers depuis 2002 (de la province ecclésiastique de Bordeaux avant cette date).
La paroisse est rattachée au doyenné de Haute-Saintonge et au secteur pastoral Saint Martin Mirambeau.